# Verwaltungsgemeinschaft Mönchberg
In der Verwaltungsgemeinschaft Mönchberg im unterfränkischen Landkreis Miltenberg haben sich folgende Gemeinden zur Erledigung ihrer Verwaltungsgeschäfte zusammengeschlossen:
1. Mönchberg, Markt, 2564 Einwohner, 24,15 km²
2. Röllbach, 1698 Einwohner, 12,41 km²

Sitz der 1978 gegründeten Verwaltungsgemeinschaft ist Mönchberg.